# Secunden-Polka
Secunden-Polka, op. 258, är en polka-française av Johann Strauss den yngre. Den framfördes första gången den 27 augusti 1861 i Pavlovsk i Ryssland.

## Historia
Den ryska huvudstaden Sankt Petersburg var fortfarande täckt av ett tjockt lager snö och sjöarna var lika istäckta då Johann Strauss anlände i maj 1861 för att påbörja sin femte säsong av sommarkonserter i Vauxhall Pavilion i Pavlovsk. En publik på inte mindre än 6000 personer närvarade vid den första konserten den 26 maj. I ett odaterat brev till sin förläggare Carl Haslinger i Wien meddelade Strauss: "Attityden mot Österrike har blivit, om det är möjligt, ännu värre. Endast vädret har förbättrats. Jag spelar till och med utomhus. Jag vill be om att Hellmesberger-Polka ska döpas av honom, och jag sänder den inom några dagar fullt orkestrerad. Jag vill att den framförd så snart det går i Wien av Josef [brodern Josef Strauss]. Det skulle gynna dig om jag sände polkan direkt innan jag spelade den här. Büttner [Strauss ryske förläggare i Sankt Petersburg] är en mycket ädel (i alla fall emot mig numera) person, men vedervärdig emot sina kollegor". (Referensen till det förvärrade läget mellan Ryssland och Österrike går tillbaka till Krimkriget 1853-56 och skulle nå sin topp 1863/64.)
Den omnämnda Hellmesberger-Polka var tillägnad violinisten, dirigenten och kompositören Josef Hellmesberger senior, artistisk direktor för Gesellschaft der Musikfreunde i Wien. Som Strauss hade önskat så var det Hellmesberger som valde att döpa polkan till Secunden-Polka. Trots Strauss intention att framföra stycket i Pavlovsk, så var det fram tills nyligen vedertaget att Strauss inte hade gjort det och i stället framfört världspremiären personligen efter sin hemkomst till Wien hösten 1861. Men genom en jämförelse mellan violaspelaren F.A. Zimmermanns dagbok från Ryssland och Büttners verkförteckning framstår något annat. Den 27 augusti 1861 vid en välgörenhetskonsert i Pavlovsk noterade Zimmermann det första framförandet av ett verk av Johann Strauss med titeln Ein Sträusschen Polka (En liten bukett-polka). Ingenstans återfinns en polka med den titeln i Strauss verkförteckning. Polkan verkar ha varit populär då Zimmermann nämner ytterligare 27 framföranden under de återstående 54 konserterna av 1861 års säsong. Orkesterpartituret till Hellmesberger-Polka, som Strauss skickade till Haslinger, har påskriften till "Herr Josef Hellmesberger" tillsammans med titeln Ein Sträusschen der Erinnerung (En liten bukett av minnen), samma som Büttner publicerade i Ryssland. Detta var även titeln på den polka som tidningen Der Zwischenakt (29 oktober 1861) annonserade snart skulle finnas tillgänglig hos Haslingers förlag och som publicerades den 17 november 1861 med den ändrade titeln Secunden-Polka. Det synes rimligt att anta att den polka som Strauss framförde i Pavlovsk såsom Ein Sträusschen är identisk med den i Sankt Petersburg publicerade Ein Strässchen der Erinnerung och den i Wien framförda Secunden-Polka.
Johann Strauss själv dirigerade Wienpremiären av sin Secunden-Polka (tillsammans med sin Furioso-Polka (op. 260)) den 17 november 1861 i Sofienbad-Saal vid sitt första publika framförande efter hemkomsten från Ryssland.

## Om polkan
Titeln har inget med tid att göra, utan snarare att polkans första tema är uppbyggt på intervaller vars melodi pågår i en uppåtgående skala. Den humoristiske Hellmesberger insåg att Strauss ville skoja med honom genom att dedicera polkan till honom: i verket hade Strauss frångått den regel i kompositionsläran som säger att man inte direkt ska gå från ett heltons- till ett halvtonsintervall, en så kallad sekund. I polkan demonstrerade Strauss hela tiden hur bra det gick att trotsa denna regel.
Speltiden är ca 3 minuter och 26 sekunder plus minus några sekunder beroende på dirigentens musikaliska tolkning.